# Вартислав II (князь Гданьска)
Вартислав II (ок. 1237 — 9 мая 1271) — князь Гданьский (1266—1270), второй сын князя Святополка II Померанского (1195—1266).

## Биография
В январе 1266 года после смерти своего отца Святополка II Вартислав стал князем гданьским, то есть получил во владение часть отцовского домена и Гданьск, столицу княжества. Его старший брат и противник Мстивой II (ок. 1220—1294) унаследовал удельное княжество Свеце.
В 1266-1267 годах Вартислав вместе со старшим братом Мстивоем отражал нападения князя Барнима I Померанского и участвовал в войне с Тевтонским Орденом.
Между братьями вспыхнула междоусобная борьба за власть в Восточном Поморье. В 1270 году войска бранденбургского маркграфа Конрада, действовавшего от имени Мстивоя, захватили Гданьск и изгнали князя Вартислава из Поморья. Изгнанный князь нашел приют у иновороцлавского князя Земомысла, который выделил ему в держание город Вышогруд.
9 мая 1271 года, готовясь к продолжению борьбы против старшего брата Мстивоя, Вартислав внезапно скончался в Вышогруде. Существует версия, что он был убит по приказу Мстивоя. Он был похоронен в церкви францисканского костёла в Вышогруде.
Не был женат и детей не имел.